# In equilibrio (Francesco Gabbani)
In equilibrio è un singolo del cantante italiano Francesco Gabbani, uscito in radio il 9 settembre 2016 ed estratto dall'album Eternamente ora.

## Descrizione
La canzone, scritta a quattro mani con Fabio Ilacqua, descrive come un rapporto si basi fondamentalmente sull'accettazione di piccoli compromessi che ne garantiscono l'equilibrio.

## Video
Il videoclip è stato diretto da Gaetano Morbioli.

## Tracce
1. In Equilibrio – 3:15